# Sishililiang
Sishililiang (kinesiska: 四十里梁, 四十里梁乡) är en socken i Kina. Den ligger i den autonoma regionen Inre Mongoliet, i den norra delen av landet, omkring 280 kilometer sydväst om regionhuvudstaden Hohhot.
Genomsnittlig årsnederbörd är 467 millimeter. Den regnigaste månaden är juli, med i genomsnitt 126 mm nederbörd, och den torraste är januari, med 1 mm nederbörd.